# Theloderma nagalandense
Theloderma nagalandense é uma espécie de anfíbio gimnofiono da família Rhacophoridae. Está presente na Índia. A UICN classificou-a como deficiente de dados.